# Arabska Lista dla Beduinów i Mieszkańców Wsi
Arabska Lista dla Beduinów i Mieszkańców Wiosek (hebr.: רשימה ערבית לבדואים וכפריים, Reshima Aravit leBedouim veKfariym, arab.: القائمة العربية للبدو والفلاحين) – partia polityczna reprezentującą izraelskich Arabów, działająca w latach 1973–1977.

## Historia
Partia została założona tuż przed wyborami parlamentarnymi w 1973 roku, jako ugrupowanie powiązane z rządzącą Koalicją Pracy. Pod przywództwem Hamada Abu Rabii, Lista uzyskała nieco ponad 1 proc. głosów i przekroczyła ówczesny próg wyborczy. Abu Rabia był jej jedynym deputowanym w Knesecie.
Wkrótce po wyborach, ugrupowanie połączyło się z Koalicją Pracy, razem z inną partią arabską, Postępem i Rozwojem. W 1976 roku jednak, wewnętrzny konflikt doprowadził do rozłamu. W marcu 1977 roku oba ugrupowania arabskie połączyły się i utworzyły partię będącą pierwowzorem dzisiejszej Zjednoczonej Listy Arabskiej. Nowa organizacja uzyskała jeden mandat w wyniku wyborach w 1977 roku, który miał być obejmowany rotacyjnie przez trzech reprezentantów partii, m.in. Abu Rabię. Jednakże, w 1981 roku Rabia został zamordowany przez synów swego partyjnego rywala Dżabra Mu’addiego, prawdopodobnie za odmowę honorowania powyższego porozumienia.